# Elena Isinbaeva
Yelena Gadjievna Isinbaeva (russo: Елена Гаджиевна Исинбаева) (Volgogrado, União Soviética 3 de Junho de 1982) é uma ex-saltadora de vara russa, bicampeã olímpica e atual recordista mundial com a marca de 5,06 metros, obtida em 28 de agosto de 2009 em Zurique, o seu décimo-sexto recorde mundial outdoor na prova.
Nos Jogos Olímpicos de Verão de 2004 recebeu a medalha de ouro com um novo registro mundial (então 4,91 m). Foi eleita Atleta Feminina do Ano pelo IAAF três vezes (2004, 2005 e 2008) e atingiu 26 recordes mundiais. No dia 22 de Julho de 2005, tornou-se a primeira saltadora de vara feminina a saltar 5,00 metros. Em Mundiais, a russa conquistou um bronze em Paris-2003 e um ouro em Helsinque-2005; na ocasião, obteve a marca de 5,01 metros.
Isinbayeva já bateu 28 vezes o recorde do salto com vara (em provas indoor e outdoor). Ela nunca escondeu de ninguém que quer desbancar o ucraniano Sergei Bubka, que superou 35 vezes a melhor marca da prova. Para isso, no final de 2005 Isinbayeva deixou o técnico Ievgeny Trofimov, que a descobriu, e passou a treinar com Vitaly Petrov, antigo mentor de Bubka. Também deixou Volgogrado, sua terra natal, e passou a viver entre Monte Carlo e Formia, na Itália.
Após mudar de treinador ficou um bom tempo sem um recorde mundial em pista descoberta, embora continuasse dominando a modalidade e tenha superado novas marcas no indoor, porém no dia 11 de Julho finalmente chegou à marca de 5,03 m na etapa da Golden League de Roma, Itália; no dia 27 de Julho ampliou o recorde para 5,04 m em Monte Carlo, Mónaco. No dia 18 de Agosto de 2008, em Pequim, obteve o bicampeonato olímpico com o novo recorde mundial de 5,05 m. Finalmente, no dia 28 de agosto de 2009, superou seu recorde anterior em 1 cm durante a etapa suíça da Golden League de Atletismo, obtendo a marca de 5,06 cm.
Quando tinha 29 anos de idade ela já era vista como a melhor saltadora feminina de vara da história.

## Carreira

### 1987-1997
Dos cinco aos 15 anos, Isinbayeva treinou ginástica artística em Volgogrado, sua terra natal. Ela acabou deixando o esporte por ser considerada muito alta para a modalidade (1,74 m).

### 1998-2002
Na sua primeira competição importante, em 1998, o Mundial de menores de Annecy, na França, Yelena saltou 4,00 m, mas ficou 10 centímetros abaixo da zona de medalhas.
Em 1999, Yelena melhorou sua marca no Mundial de menores de Bydgoszcz, na Polônia, quando chegou a 4,10 m para conquistar o ouro.
No ano seguinte, no Mundial Junior, ela conquistou novo ouro com a marca de 4,20 m, ficando à frente da alemã Annika Becker. No mesmo ano, estreou em Jogos Olímpicos em Sydney, na estréia do salto com vara feminino no evento. O ouro ficou com Stacy Dragila dos Estados Unidos.
Em 2001, Isinbayeva conquistou novo ouro, desta vez no Campeonato Europeu Junior, com a marca de 4,40 m.
Ela continuou melhorando suas marcas e, em 2002 saltou 4,55 m no Campeonato Europeu, ficando apenas 5 centímetros abaixo de sua compatriota Svetlana Feofanova, vencedora da competição.

### 2003
2003 foi outro ano de evolução para Yelena, que venceu o Campeonato Europeu sub-23 com a marca de 4,65 m obtida em Bydgoszcz. Ela quebrou o recorde mundial em 13 de julho no Meeting de Gateshead, na Inglaterra, com a marca de 4,82 m. A vitória a colocou como favorita ao título do Mundial de Paris, disputado no mês seguinte. No entanto, Isinbayeva teve que se contentar com o bronze. A vitória foi de Feofanova, e a prata de Becker.

### 2004
2004 foi o ano de amadurecimento da saltadora. Em Donetsk, na Ucrânia, ela estabeleceu o novo recorde mundial indoor, com 4,83 m. Feofanova, porém, melhorou sua marca em um centímetro na semana seguinte. Em março, no Campeonato Mundial Indoor, em Birmingham, na Inglaterra, Yelena conquistou o ouro com 4,86 m, batendo a então campeã indoor e outdoor Feofanova, que ficou com o bronze, e a campeã olímpica Dragila, medalha de prata.
Em 27 de junho, ela voltou a quebrar o recorde mundial, em Gateshead, com a marca de 4,87 m. Feofanova voltou a superá-la uma semana depois, em um centímetro, em prova em Heraclião, na Grécia.
No dia 25 de julho, em Birmingham, Yelena atingiu 4,89 m e, cinco dias depois, no GP de Crystal Palace, Londres, subiu o recorde em mais um centímetro.
O salto com vara foi uma das competições que despertaram mais curiosidade no público nos Jogos Olímpicos de Atenas, em 2004, por conta da rivalidade criada entre as russas Isinbayeva e Feofanova.
Quando Feofanova saltou 4,90 m, a medalha de ouro parecia ter sido garantida. No entanto, Yelena superou os 4,91 m logo em seguida, e conquistou o ouro olímpico.
Poucos depois, Yelena voltou a quebrar o recorde, na etapa de Bruxelas da Liga de Ouro de Atletismo, com a marca de 4,92 m.

### 2005
Em julho, ela quebrou o recorde mundial quatro vezes em três competições. Primeiro em Lausanne, na Suíça, adicionou um centímetro à sua própria marca de 4,93 m. Foi seu 14o recorde mundial, vindo poucos meses depois de ela quebrar sua própria marca indoor (4,89 m) em Lievin, na França. Onze dias depois, em Madri, na Espanha, ela subiu seu recorde para 4,95 m. Em 22 de julho, em Londres, depois de melhorar a marca para 4,96 m, ela subiu o sarrafo para 5,00 m para tornar-se a primeira mulher a atingir essa altura.
No Campeonato Mundial de Atletismo de Helsinque, ela novamente quebrou seu recorde, chegando aos 5,01 m em sua segunda tentativa. Era seu primeiro título mundial adulto em pista descoberta.
No final do ano, Isinbayeva trocou de treinador, deixando Ievguêni Trofimov, que a havia descoberto, e passou a treinar com Vitaly Petrov, ex-mentor de Sergey Bubka.

### 2006

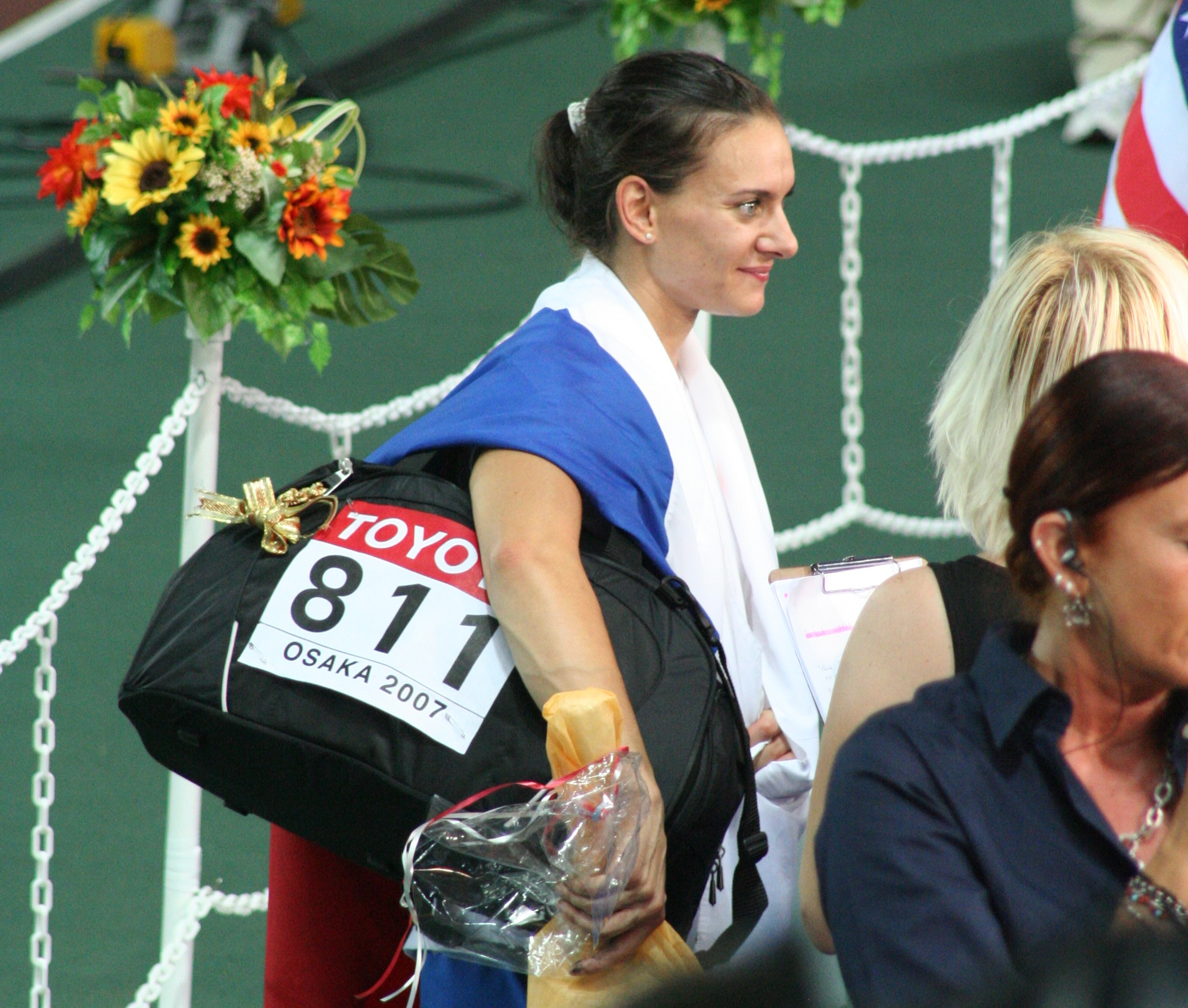
Yelena Isinbayeva durante o Mundial de Atletismo, Osaka 2007.

. No dia 12 de fevereiro, em Donetsk, na Ucrânia, Isinbayeva obteve novo recorde mundial indoor. Ela chegou a 4,91 m. Em agosto, a russa venceu o Campeonato Europeu de Atletismo, em Gotemburgo.
Neste ano, Isinbayeva recebe o Prêmio Laureus de Esportista do ano.

### 2007
Em 10 de fevereiro, em Donetsk, na Ucrânia, a russa quebra novamente o recorde mundial indoor com a marca de 4,93 m. Foi o 20o recorde da carreira de Isinbayeva.
No Campeonato Mundial de Atletismo de Osaka, a russa conquista seu segundo ouro, com uma marca de 4,80 m. O pódio é completado pela tcheca Katerina Badurova (prata) e pela russa Feofanova (bronze).

### 2008
No Campeonato Mundial de Atletismo em Pista Coberta de 2008, Isinbayeva conheceu uma adversária a altura, a norte-americana Jennifer Stuczynski, e só ganhou após Stuczynski ter perdido na 1º tentativa para 4,80 m.

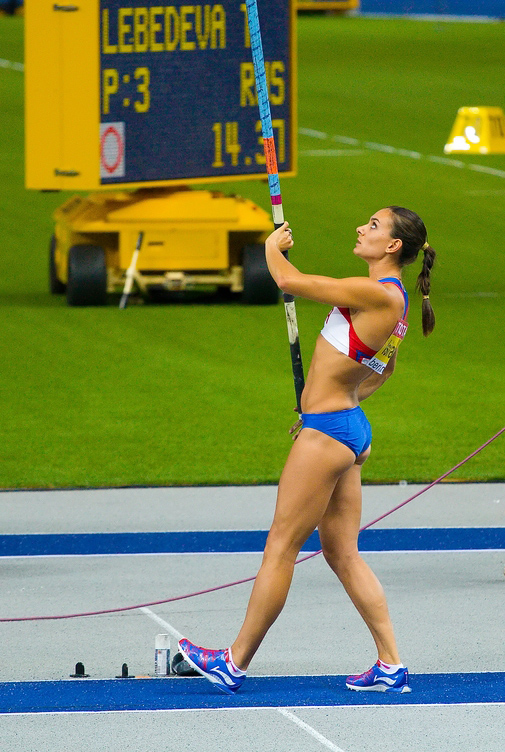
Isinbayeva no Campeonato Mundial de Berlim 2009.

Em seguida estabeleceu novo recorde mundial, com a marca de 5,03 m, na Golden League em Roma. Foi seu décimo-segundo recorde mundial para a prova em disputas a céu aberto, e o vigésimo-segundo no total. No dia 27 de Julho Isinbayeva alcançou o recorde mundial pela 23ª vez na carreira, ao estabelecer a marca de 5,04 m em Mônaco, cidade onde reside e onde competiu pela primeira vez na carreira.
Nas Olimpíadas Isinbayeva alcançou a marca de 5,05 m estabelecendo o novo recorde mundial pela 24ª vez em sua carreira; antes, já havia assegurado a medalha de ouro com um salto de 4,85 m.

### 2009
No Meeting de Donetsk, Ucrânia, Isinbayeva bateu seu 25º e seu 26º recordes mundiais. Foi o recorde mundial indoor da prova, com a marca de 4,97 m, e logo após a marca de 5m, marcas batidas em 15 de fevereiro de 2009.
No Mundial de Berlim, Isinbayeva inesperadamente errou todos os saltos, na final, e ficou em último. A russa recordista mundial - 5,05 m nas Olimpíadas de Pequim - falhou três vezes - uma em 4,75 m e duas em 4,80 m - e terminou na última colocação.
Na etapa suíça da Golden League de Atletismo, dia 28 de agosto de 2009, superou seu recorde anterior em 1 cm obtendo a marca de 5,06 cm, sua 27ª na carreira.

### 2012
Em 23 de fevereiro de 2012, conseguiu, em Estocolmo, o seu 28.º recorde mundial do salto com vara, ao estabelecer uma nova marca máxima na pista coberta com um salto de 5,01 metros.
Em Londres 2012 Isinbayeva conquistou a medalha de bronze. Após quatro tentativas de salto, a saltadora atingiu apenas a marca de 4,70 m. A medalha de ouro ficou com a americana Jennifer Suhr que saltou 4,75 m e a prata com a cubana Yarisley Silva também com  4,75 (ficou com a prata pois a americana havia atingido primeiro a marca).

### 2013
Em Moscou 2013 Isinbayeva voltou ao topo da modalidade ao conquistar o ouro no Campeonato Mundial derrotando Suhr e Silva, que a haviam derrotado nos Jogos Olímpicos. Foi a única a saltar 4,89 m, tornando-se campeã do mundo pela terceira vez. Depois de assegurar a vitória, ela tentou saltar 5,07 m para estabelecer um novo recorde mundial mas falhou nas três tentativas.
Durante a competição em Moscou, ela negou planos de aposentadoria veiculados pela imprensa internacional, esclarecendo que quer apenas fazer uma interrupção na carreira para ter um filho e depois voltar às provas com vista a competir nos Jogos do Rio 2016.

## Outros resultados
| Ano  | Competição                                       | Local      | Posto | Marca   |
| ---- | ------------------------------------------------ | ---------- | ----- | ------- |
| 2001 | Campeonato Mundial Indoor                        | Lisboa     | 7ª    | 4,25 m  |
| 2002 | Campeonato Europeu                               | Munique    | 2ª    | 4,55 m  |
| 2003 | Campeonato Mundial Indoor                        | Birmingham | 2ª    | 4,60 m  |
| 2004 | Campeonato Mundial Indoor                        | Budapeste  | 1ª    | 4,86 m  |
| 2004 | Jogos Olímpicos                                  | Atenas     | 1ª    | 4,91 m  |
| 2005 | Campeonato Europeu Indoor                        | Madri      | 1ª    | 4, 90 m |
| 2005 | Campeonato Mundial de Atletismo                  | Helsínquia | 1ª    | 5,01 m  |
| 2006 | Campeonato Mundial Indoor                        | Moscou     | 1ª    | 4,80 m  |
| 2006 | Campeonato Europeu                               | Gotemburgo | 1ª    | 4,80 m  |
| 2006 | Copa do Mundo                                    | Atenas     | 1ª    | 4,60 m  |
| 2007 | Campeonato Mundial de Atletismo                  | Osaka      | 1ª    | 4,80 m  |
| 2008 | Campeonato Mundial de Atletismo em Pista Coberta | Valencia   | 1ª    | 4,75 m  |
| 2008 | Golden League                                    | Roma       | 1ª    | 5,03 m  |
| 2008 | Meeting Herculis de Mônaco                       | Mônaco     | 1ª    | 5,04 m  |
| 2008 | Jogos Olímpicos                                  | Pequim     | 1ª    | 5,05 m  |
| 2009 | Campeonato Mundial de Atletismo                  | Berlim     | 7ª    | --      |
| 2009 | Golden League                                    | Zurique    | 1ª    | 5,06 m  |
| 2013 | Campeonato Mundial de Atletismo de 2013          | Moscou     | 1ª    | 4,89 m  |